# Берестнев, Павел Максимович

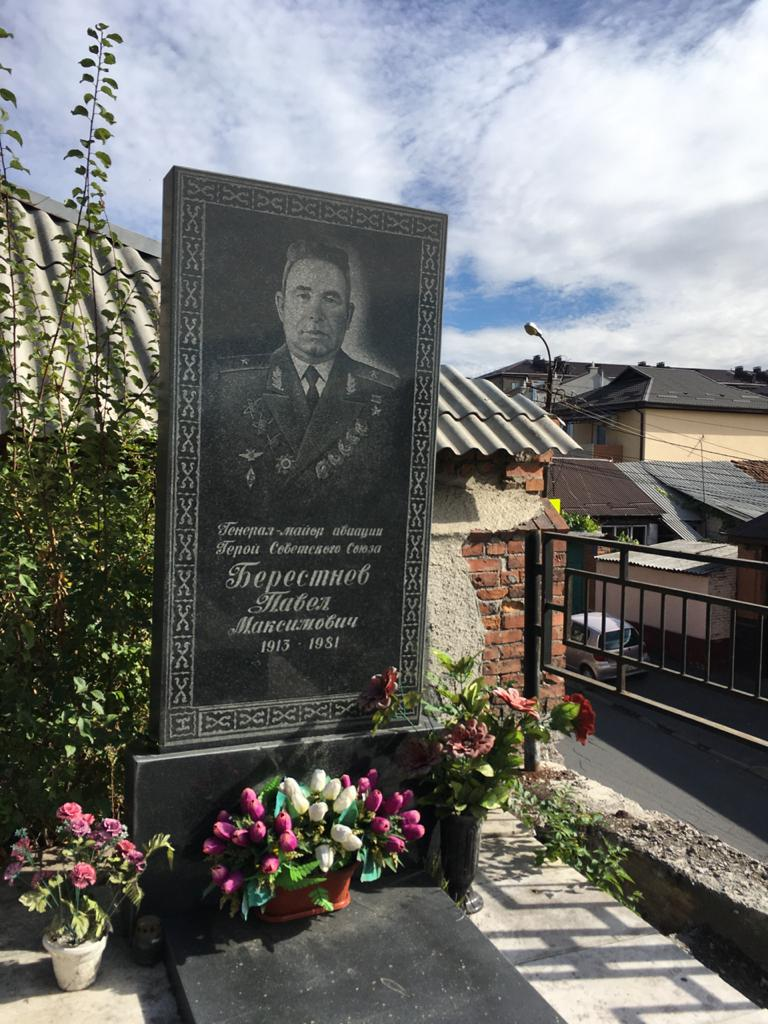
Могила Павла Берестнева в ограде Осетинской церкви. Памятник культурного наследия федерального значения

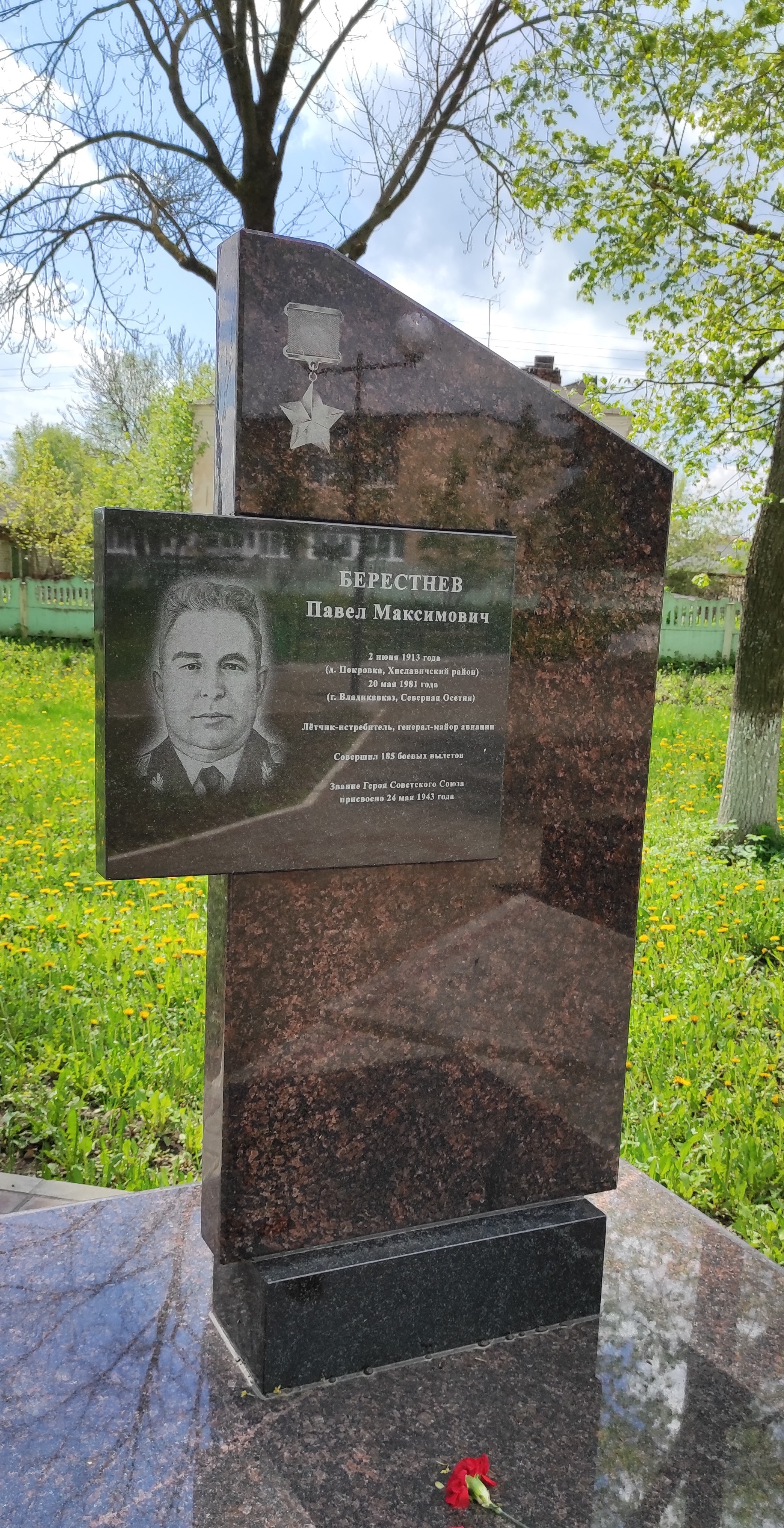
Памятник П. М. Берестневу в Хиславичах

Павел Максимович Берестнев (1913—1981) — генерал-майор Советской Армии, участник Великой Отечественной войны, Герой Советского Союза (1943).

## Биография
Родился 20 мая (2 июня) 1913 года в деревне Покровка (ныне не существует, находилась на территории нынешнего Хиславичского района Смоленской области). После окончания неполной средней школы в селе Черепово работал в отцовском хозяйстве, затем был сельским корреспондентом газеты «Социалистическая деревня». В 1930 году уехал на Донбасс, работал на шахте. Вернувшись на родину, работал в колхозе. С 1933 года проживал в Москве, учился в школе рабочей молодёжи при заводе «Серп и молот», одновременно подрабатывал кровельщиком. В 1936 году окончил рабфак НКПС СССР.
В августе 1936 года был призван на службу в Рабоче-крестьянскую Красную Армию. В 1939 году окончил Качинскую военную авиашколу пилотов, в 1940 году — курсы усовершенствования штурманов Военно-воздушных сил в Полтаве. Проходил службу в строевых частях ВВС Закавказского военного округа. С марта 1942 года — на фронтах Великой Отечественной войны. В марте 1942 — ноябре 1943 годов был сначала адъютантом, затем заместителем командира и командиром эскадрильи 45-го (с июня 1943 года — 100-го гвардейского) истребительного авиаполка. Участвовал в боях на Крымском, Северо-Кавказском, Южном, 4-м Украинском фронтах, принимал участие в обороне Крыма и Кавказа, освобождении Донбасса и Мелитополя. В июне 1942 года был сбит, выпрыгнул с парашютом, получив при этом тяжёлое ранение, находился в госпитале до марта 1943 года. За время участия в боях совершил свыше 200 боевых вылетов на истребителях «Як-1» и «Аэрокобра», лично сбил 10 и в группе — 2 вражеских самолёта.
Указом Президиума Верховного Совета СССР «О присвоении звания Героя Советского Союза начальствующему составу Военно-Воздушных сил Красной Армии» от 24 мая 1943 года за «образцовое выполнение боевых заданий командования на фронте борьбы с немецкими захватчиками и проявленные при этом отвагу и геройство» был удостоен высокого звания Героя Советского Союза с вручением ордена Ленина и медали «Золотая Звезда» за номером 990.
В ноябре 1943 года был направлен на учёбу в Военно-воздушную академию в Монино, которую окончил в 1945 года. Служил в Северной группе войск в Польше и ГСВГ, был заместителем командира, командиром полка, лётчиком-инспектором по технике пилотирования дивизии, заместителем командира и командиром истребительной авиационной дивизии в Одесском и Закавказском военных округах. В 1958—1961 годах генерал-майор был заместителем командующего 34-й воздушной армией по противовоздушной обороне. В сентябре 1961 года был уволен в запас. 
Проживал в Одессе, впоследствии в городе Орджоникидзе (ныне — Владикавказ). Умер 20 мая 1981 года, похоронен в Пантеоне Осетинской церкви во Владикавказе.

## Награды
- Медаль «Золотая Звезда» Героя Советского Союза
- четыре ордена Красного Знамени
- Орден Отечественной войны 1-й степени
- три ордена Красной Звезды
- медали[2]

## Память
В честь Берестнева названы улица в посёлке Хиславичи Смоленской области и средняя школа в селе Черепово.